# Hemigraphis whitei
Hemigraphis whitei är en akantusväxtart som beskrevs av Spencer Le Marchant Moore. Hemigraphis whitei ingår i släktet Hemigraphis och familjen akantusväxter. Inga underarter finns listade i Catalogue of Life.